# Metopius certus
Metopius certus là một loài tò vò trong họ Ichneumonidae.